# Ferosagitta hispida
Ferosagitta hispida är en djurart som tillhör fylumet pilmaskar, och som först beskrevs av Conant 1895.  Ferosagitta hispida ingår i släktet Ferosagitta och familjen Sagittidae. Inga underarter finns listade i Catalogue of Life.